# Piper nudipedunculum
Piper nudipedunculum är en pepparväxtart som beskrevs av C. Dc.. Piper nudipedunculum ingår i släktet Piper och familjen pepparväxter. Inga underarter finns listade i Catalogue of Life.